# كولن باس
كولن باس (بالإنجليزية: Colin Bass)‏ هو منتج أسطوانات وكاتب أغاني وموسيقي وعازف قيثارة بريطاني، ولد في 4 مايو 1951 في لندن في المملكة المتحدة.

## وصلات خارجية
- الموقع الرسمي
- كولن باس على موقع IMDb (الإنجليزية)
- كولن باس على موقع ميوزك برينز (الإنجليزية)
- كولن باس على موقع أول ميوزيك (الإنجليزية)
- كولن باس على موقع ديسكوغز (الإنجليزية)